# Georg-Forster-Gesellschaft
Die Georg-Forster-Gesellschaft e. V. will das Andenken an den Weltreisenden, gelehrten Schriftsteller und revolutionären Demokraten Georg Forster (1754–1794) wahren und zur wissenschaftlichen Erforschung seines Werks beitragen. Sie hat ihren Sitz in Kassel, einem Wirkungsort Forsters. 

## Geschichte
Die Georg-Forster-Gesellschaft wurde auf Initiative Ulrich Sonnemanns am 16. Februar 1989 gegründet, im Bewusstsein einer Rede Gustav Heinemanns, der als Bundespräsident gefordert hatte: „Die Freiheitsregungen der deutschen Geschichte zu ehren“ und „aufmerksamer und energischer an ihre verschüttete Erinnerung anzuknüpfen“. Die Gesellschaft hat ein interdisziplinäres und internationales Profil und veranstaltet wissenschaftliche Tagungen, Symposien und öffentliche Vorträge, darunter jährliche Georg-Forster-Kolloquien, deren Beiträge in den Georg-Forster-Studien veröffentlicht werden. Bisher liegen insgesamt 23 Bände und vier Beihefte vor:
Georg-Forster-Studien XVIII: Georg Forster und die Berliner Aufklärung. Hg. von Stefan Greif u. Michael Ewert. Kassel: Kassel University Press 2013, ISBN 978-3-86219-678-4.
Georg-Forster-Studien XIX: Georg Forster als interkultureller Autor. Hg. von Stefan Greif u. Michael Ewert. Kassel: Kassel University Press 2014, ISBN 978-3-86219-778-1.
Georg-Forster-Studien XX: Literarische Weltreisen. Hg. von Stefan Greif u. Michael Ewert. Kassel: Kassel University Press 2015, ISBN 978-3-7376-0056-9.
Georg-Forster-Studien XXI: Georg Forster: Postkolonialismus und Künste. Hg. von Stefan Greif u. Michael Ewert. Kassel: Kassel University Press 2018, ISBN 978-3-7376-0512-0.
Georg-Forster-Studien XXII: Georg Forsters Ansichten vom Niederrhein. Hg. von Stefan Greif u. Michael Ewert. Kassel: Kassel University Press 2018, ISBN 978-3-7376-0640-0.
Georg-Forster-Studien XXIII: Briefkultur der Spätaufklärung. Hg. von Stefan Greif u. Michael Ewert. Kassel: Kassel University Press 2022, ISBN 978-3-7376-0997-5.

## Organisation
Den Vorstand bilden Stefan Greif (Erster Vorsitzender), Michael Ewert (Zweiter Vorsitzender) und Helmut Peitsch, die Geschäftsführung hat Jan Sinning inne. Die Georg-Forster-Gesellschaft ist Mitglied in der Arbeitsgemeinschaft Literarischer Gesellschaften und Gedenkstätten.